# Linariță de munte
Linarița de munte este o plantă întâlnită în România, din familia Scrophilnriaceae. Înflorește în iulie.

## Mediu
Este foarte rară și se găsește numai pe grohotișuri calcaroase. 